# ママチャリ刑事
『ママチャリ刑事』（ママチャリデカ）は、1999年1月7日から3月18日まで、TBS系列「木曜ドラマ」枠で放送されていたテレビドラマ。主演は浅野ゆう子と田中美佐子。原作は小松江里子の子育てエッセイ「今日もママチャリが行く」。

## 概要
- バツイチ経験のある女刑事と同僚の妻でミステリー小説マニアの専業主婦が互いに衝突しながらも事件解決にあたるコメディタッチの作品。
- ストーリーの随所に原作の登場人物が出てくるアニメーションが挿入された。作品内で扱われる事件は必ずといっていいほどオチがついており、殺人事件は一度もない。劇中キャラクターやタイトルのイラストは、イラストレーターの尾沢敏明が担当した。
- 第9話の劇中にて同年放送の金曜ドラマ「ケイゾク」の場面が挿入されていた。

## キャスト
- 立花薫：浅野ゆう子
- 小泉日向子：田中美佐子
- 小泉昇：益岡徹
- 野島課長：高橋克実
- 松本係長：金田明夫
- 小泉信太郎：村上信五
- 小泉裕太：村上玲緒
- 立花咲：上脇結友
- 岸刑事：相島一之
- 桜木刑事：吉沢悠
- 鑑識官：梶原善
- 若木ちえ：黒田美樹

## スタッフ
- 原作：小松江里子
- 脚本：小松江里子、尾崎将也
- 音楽：長谷部徹
- 主題歌：岡本真夜「宝物」
- プロデュース：伊藤一尋
- 演出：松原浩、遠藤環、那須田淳

## サブタイトル
1. 呪いのゴミ箱! 殺人カラス襲撃事件!! 　 12.2%
2. 待ちうける恐怖! お受験塾落とし穴事件!! 　 12.7%
3. クッキングスクール! 密室殺人未遂事件!! 　12.7%
4. 復讐の凶悪犯! 咲ちゃん誘拐事件!! 　 11.3%
5. 目撃者を消せ! 雪のペンション襲撃事件!! 　 12.1%
6. 狙われた女教師! 髪切りストーカー事件!! 　 11.2%
7. 恐怖!鎧武者の怨霊事件!! 　 10.0%
8. 殉職か!? 立花刑事最後の事件!! 　 12.5%
9. 仮面の女! 人気女優脅迫事件!! 　 12.7%
10. 炎の追跡! 赤い狐連続放火事件!! 　13.3%
11. 大パニック! 結婚式爆破予告事件!!   12.4%